# Bedżene
Bedżene (bułg. Беджене) – wieś w Bułgarii, w obwodzie Szumen, w gminie Nowi pazar. Według danych szacunkowych Ujednoliconego Systemu Ewidencji Ludności oraz Usług Administracyjnych dla Ludności, 15 września 2022 roku miejscowość liczyła 13 mieszkańców.